# Java Community Process
A Java Community Process vagy JCP egy 1998-ban útjára indított kezdeményezés, amely lehetővé teszi a Java technológia iránt érdeklődőknek a Java architektúra fejlesztésében való részvételt.

## A JCP áttekintése
A JCP honlapjára bárki szabadon regisztrálhat, és részt vehet a javaslatok értékelésének folyamatában, valamint adhat visszajelzést a JSR-ek részére. Továbbá bárki jelentkezhet, hogy JCP taggá váljon, és egy JSR Szakértői Csoportjának (Expert Group) része legyen, és benyújthasson saját JSR javaslatokat. A JCP munkájának célja, hogy megőrizze a Java technológia meghatározó tulajdonságait, a stabilitást, és platformokon átívelő kompatibilitást. Továbbá céljuk, hogy a platform folyamatos bővítésével az megfeleljen a fejlesztők újabbnál-újabb technológiai igényeinek.

## Java Specification Request
A JCP központi elemei a JSR, azaz a Java Specification Request dokumentumok, amelyek javaslatokat tartalmaznak arra, hogy a jövőben mit tartalmazzon a Java specifikáció. Mielőtt egy JSR véglegessé válna, át kell esnie egy nyilvános szemlén (idegen szóval public review-n). Ezek után a JSR-t szavazásra bocsátják.

##### A JSR elbírálási folyamat
Az elbírálási folyamat az évek során több alkalommal lett módosítva, újragondolva. A különböző módosításokat verziószámokkal illetik, a legújabb változat a JCP 2.7, mely 2009 májusától van alkalmazva. A folyamat négy fő lépésből áll:
1. Kezdeményezés: Egy specifikáció javaslatot általában a közösségi tagok nyújtanak be, és a Végrehajtó Bizottság hagy jóvá kidolgozásra. Gyakran, hetente több új javaslatot is elfogadnak.
2. Korai piszkozat: Miután egy JSR-t jóváhagytak, szakértői csoport alakul, akik kidolgozzák az első piszkozatot, melyet a közösség és a Végrehajtó Bizottság is értékel. A visszajelzések alapján a szakértői csoport folyamatosan finomítja a piszkozatot. Ebben a szakaszban a Végrehajtó Bizottság elővetíthet licencelési és üzleti feltételeket.
3. Nyilvános piszkozat: A JSR-t kihelyezik a nyilvános website-ra, ahol bárki megtekintheti, és értékelheti azt. Az értékelés után a Végrehajtó Bizottság eldönti, hogy a piszkozat továbbmehet-e a következő lépésre. Felhasználják a közösség által biztosított visszajelzéseket, hogy létrehozza a "végső piszkozatot" (Proposed Final Draft). A szakértői csoport leellenőrzi, hogy technikai szempontból megfelel-e az elvárásoknak a "minta megvalósítás", és elküldi azt a Végrehajtó Bizottságnak végső jóváhagyásra. Ezután a specifikáció, megvalósítás, és a kompatibilitási csomag mind publikálásra kerülnek.
4. Karbantartás: A folyamatos visszajelzések, javaslatok, és igényeknek alapján folyamatosan frissítve van a specifikáció. A Végrehajtó Bizottság dönti el, hogy mely javasolt változtatásokat kell azonnal végrehajtani, és melyekre kell szakértői csoportot toborozni. Az ő felelősségük továbbá a konfliktusok elrendezése is.

## JSR-ek listája
Több, mint 300 JSR létezik. Az alábbi táblázat néhány közismertebbet tartalmaz:
| JSR # | Cím |
| ----- | --- |
| 5     | Java API for XML Processing (JAXP) 1.0                                                                          |
| 12    | Java Data Objects (JDO) 1.0                                                                                     |
| 14    | Generikus adattípusok (a J2SE 5.0 verziójával kerültek be a szabványba)                                         |
| 19    | Enterprise JavaBeans (EJB) 2.0                                                                                  |
| 47    | Logolási API specifikáció (a J2SE 1.4 verzióval vált a szabvány részévé)                                        |
| 48    | A WBEM Services Specification a J2SE 1.4 verziótól a szabvány része. Webalapú vállalatmenedzselési specifikáció |
| 54    | Java Database Connectivity (JDBC) 3.0 Adatbázis kapcsolódás                                                     |
| 59    | Java 2 Platform, Standard Edition (J2SE) 1.4 (Merlin)                                                           |
| 73    | Java Data Mining API (JDM) 1.0 Adatbányász API                                                                  |
| 80    | USB API |
| 82    | Bluetooth API                                                                                                   |
| 110   | WSDL (WSDL4J) 1.0 API                                                                                           |
| 140   | Service Location Protocol (SLP) API                                                                             |
| 152   | JavaServer Pages (JSP) 2.0 specifikáció                                                                         |
| 153   | Enterprise JavaBeans (EJB) 2.1 specifikáció                                                                     |
| 168   | Java Portlet 1.0 specifikáció                                                                                   |
| 170   | Content repository API for Java (JCR) 1.0                                                                       |
| 176   | Java 2 Platform, Standard Edition (J2SE) 5.0 (Tiger)                                                            |
| 199   | Java Compiler API                                                                                               |
| 200   | Pack200 hálózati átviteli formátum a Java archív fájlok számára                                                 |
| 206   | Java API for XML Processing (JAXP) 1.3                                                                          |
| 220   | Enterprise JavaBeans (EJB) 3.0                                                                                  |
| 221   | Java Database Connectivity (JDBC) 4.0 Adatbázis kapcsolódás                                                     |
| 223   | Scripting for the Java Platform for Java SE 6 Szkriptnyelvek támogatása                                         |
| 241   | Groovy programozási nyelv                                                                                       |
| 243   | Java Data Objects (JDO) 2.0                                                                                     |
| 245   | JavaServer Pages (JSP) 2.1                                                                                      |
| 247   | Java Data Mining API (JDM) 2.0 Adatbányász API                                                                  |
| 252   | JavaServer Faces (JSF) 1.2                                                                                      |
| 268   | Java Portlet 2.0 specifikáció                                                                                   |
| 270   | Java Platform, Standard Edition (Java SE) 6 (Mustang)                                                           |
| 308   | Típusannotációk (Java SE 7)                                                                                     |
| 311   | Java API for RESTful Web Services (JAX-RS) 1.0 and 1.1                                                          |
| 316   | Java Platform, Enterprise Edition (Java EE) 6                                                                   |
| 317   | Perzisztencia (Java EE 5)                                                                                       |
| 322   | Java EE Connector Architecture (JCA) 1.6                                                                        |
| 330   | Dependency Injection for Java                                                                                   |
| 343   | Java Message Service 2.0 (JMS)                                                                                  |
| 354   | Java Money & Currency API                                                                                       |
| 914   | Java Message Service (JMS) API 1.0 and 1.1                                                                      |
| 924   | Java virtuális gép Specification, Second Edition (JVM) (J2SE 5.0 idején).                                       |
| 926   | Java 3D API 1.5                                                                                                 |